# Schiffmühle am Petriförder

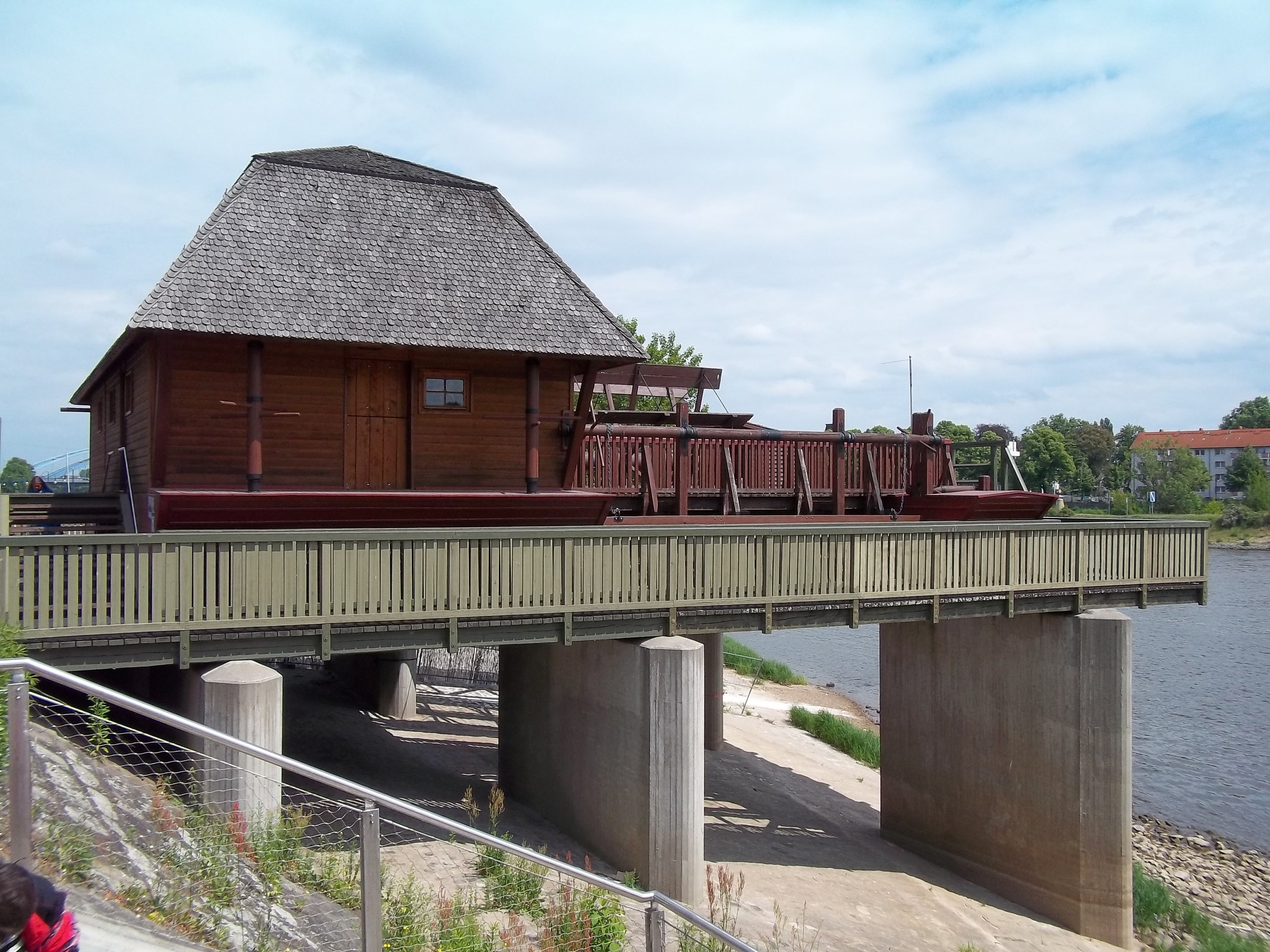
Historische Schiffmühle am Petriförder

Die Schiffmühle am Petriförder in Magdeburg ist ein im Jahr 1999 fertiggestellter und voll funktionsfähiger Nachbau einer Schiffmühle aus dem Jahre 1874.
Schiffmühlen sind auf Flüssen stationär schwimmende Getreidemühlen, die durch die Strömung angetrieben werden. In Magdeburg waren sie zahlreich auf der Elbe zu finden.
Ein Förder ist ein Einschnitt in das hohe Gelände am Elbufer, durch den man von der höher gelegenen Stadt an das Ufer der Elbe gelangte. Der Petriförder wurde nach der nahe gelegenen Petri-Kirche benannt.

## Geschichte
Auf der Elbe wie auch auf den Flüssen Donau, Rhein, Weser, Leine, Mulde, Oder und Saale waren überall Schiffmühlen zu finden. Man war den Anblick der festgemachten Schiffe gewohnt, die tagein, tagaus am selben Platz lagen. Die ersten urkundlichen Erwähnungen von Schiffmühlen auf dem Rhein gab es im Jahre 840. Die ersten nachgewiesenen Exemplare auf der Elbe wurden im Jahre 1227 bei Meissen dokumentiert. Die Anzahl vergrößerte sich und es waren um die Reformationszeit 534 Stück auf der Elbe. Noch im Jahre 1852 zählte man 115 Elbe-Schiffmühlen, jedoch wurden 22 Jahre später die letzten davon stillgelegt – sie waren der ständig wachsenden Elbe-Schifffahrt im Weg.

## Funktion
Die Schiffmühlen wurden mit mehreren Seilen so festgebunden, dass sie immer am selben Platz im Fluss lagen. Sie wurde so ausgerichtet, dass das Schaufelrad von der Strömung angetrieben wurde. Je nach Strömungsstärke konnte man es hoch oder runter leiern. Damit konnte man praktisch die Geschwindigkeit des Mühlsteins steuern. Die Welle des Schaufelrades trieb dann im Gebäudeteil des Schiffes ein aus Holz gefertigtes Getriebe an, über welches dann der Mühlstein in Bewegung gesetzt wurde. Die anfälligsten Teile dieser Konstruktion waren die aus Holz gefertigten Lagerschalen der Antriebswellen. Diese wurden mit Bienenwachs oder Rinderfett geschmiert. Das war für den Schiffermüller die wichtigste Wartungsarbeit an dem ganzen Antrieb.